# Paddleton
Pour plus de détails, voir Fiche technique et Distribution.
Paddleton est une comédie noire américaine réalisée en 2019 par Alex Lehmann, avec Mark Duplass et Ray Romano.
Le film a été présenté en première mondiale au festival du film de Sundance, le 1er février 2019. Il est sorti le 22 février 2019 sur Netflix, et a été reçu avec des critiques généralement favorables.

## Synopsis
Une amitié improbable entre deux voisins marginaux se noue. Lorsque l'un des deux se voit diagnostiquer un cancer en phase terminale, ils se lancent dans un road-trip avant qu'il ne soit trop tard...

## Fiche technique
- Titre : Paddleton
- Réalisation : Alex Lehmann
- Scénario : Alex Lehmann et Mark Duplass
- Musique : Julian Wass
- Photographie : Nathan M. Miller
- Montage : Chris Donlon
- Production : Mel Eslyn, Alana Carithers et Sean Bradley
- Sociétés de production : Duplass Brothers Productions
- Société de distribution : Netflix
- Pays d'origine :  États-Unis
- Langue originale : anglais
- Genres : Comédie dramatique
- Durée : 89 minutes
- Dates de sortie :
  - États-Unis : 1er février 2020 (avant-première au festival du film de Sundance), 22 février 2019
  - Monde : 22 février 2019
- Classification : 
  - États-Unis : R
  - France : Interdit aux moins de 16 ans

## Distribution
- Mark Duplass (VF : Sébastien Desjours) : Michael Thompson, l'homme qui a un cancer en phase terminale
- Ray Romano (VF : Olivier Destrez) : Andy Freeman, le voisin et meilleur ami de Michael
- Christine Woods (VF : Anne-Sophie Nallino) : Dr Hagen
- Kadeem Hardison (VF : Pascal Vilmen) : David
- Marguerite Moreau : Kiersten
- Dendrie Taylor : Nancy
- Alexandra Billings (VF : Isabelle Leprince) : Judy
- Matt Bush : Stewart
- Jack McGraw : Evan
- Lynnann Gartner (VF : Isabelle Leprince) : réceptionniste de l'hôtel

## Production
En février 2018, il est annoncé la réalisation du film par Alex Lehmann, à partir d'un scénario écrit par lui et Mark Duplass. Il met en scène Duplass et Ray Romano. Duplass et Jay Duplass sont crédités comme producteurs exécutifs sous leur bannière Duplass Brothers Productions, tandis que Mel Eslyn, Alana Carithers et Sean Bradley sont crédités comme producteurs,.
Le scénario et le film qui en résulte sont basés sur les vies de Rob Mermin et Bill Morancy. Leur histoire a été produite à l'origine sous forme d'un podcast en 2016 par Rumblestrip Vermont intitulé "Last Chapter".

## Accueil

### Accueil critique
Sur le site Allociné, le film obtient une note moyenne de 3,1⁄5. de la part des spectateurs. Sur l'agrégateur de critiques anglophone Rotten Tomatoes, le film obtient une note de 89 %, avec une note moyenne de 7.24⁄10 sur la base de 37 critiques. Metacritic, qui utilise une moyenne pondérée, a attribué une note de 70 sur 100 sur la base de 17 critiques, indiquant "des critiques généralement favorables".
Pour Aurélien Ferenczi dans Télérama, Paddleton est une « dramédie », « un film doux-amer, drôle et finalement poignant ».